# قلعه کول ماسال
بقایای قلعه کول ماسال مربوط به سده‌های ۲ و ۳ ه.ق است و در شهرستان ماسال، بخش مرکزی، دهستان وشمه سرا، روستای قلعه کول واقع شده و این اثر در تاریخ ۹ بهمن ۱۳۸۶ با شمارهٔ ثبت ۲۰۷۰۰ به‌عنوان یکی از آثار ملی ایران به ثبت رسیده است.